# Греко-арабський перекладацький рух
Греко-арабський перекладацький рух був великою, добре фінансованою і тривалою діяльністю, відповідальною за переклад значного обсягу світських грецьких текстів на арабську мову. Перекладацький рух відбувався в Багдаді з середини восьмого століття до кінця десятого століття.
Хоча в рамках руху перекладались праці з багатьох мов на арабську, включаючи пахлеві, санскрит, сирійську та грецьку, — його часто називають греко-арабським перекладацьким рухом, оскільки він був переважно зосереджений на перекладі творів елліністичних вчених та інших світських грецьких текстів на арабську мову.